# Mydas annulata
Mydas annulata är en tvåvingeart som först beskrevs av Enrico Adelelmo Brunetti 1912.  Mydas annulata ingår i släktet Mydas och familjen Mydidae. Inga underarter finns listade i Catalogue of Life.